# 12-я штурмовая инженерно-сапёрная бригада
12-я штурмовая инженерно-сапёрная Мелитопольская Краснознамённая орденов Суворова, Кутузова и Красной Звезды бригада (12-я шисбр) — штурмовая инженерно-сапёрная бригада в составе Вооружённых сил СССР во время Великой Отечественной войны

## История
Формирование бригады началось во второй половине мая 1943 года в районе города Воскресенска, примерно в 100 километрах юго-восточнее Москвы. 7-10 сентября 1943 года бригада погрузилась в эшелоны и отправилась на юг, в Донбасс. К 20 сентября она в полном составе сосредоточилась юго-западнее Донецка и поступила в распоряжение командующего Южным фронтом генерал-полковника Ф. И. Толбухина. К этому времени войска Южного фронта (с 20 октября 1943 года 4-го Украинского фронта) завершили освобождение Донбасса, на левом фланге вышли к реке Молочная и во взаимодействии с другими фронтами готовились штурмовать так называемый Восточный вал немцев.
Бригадой зимой 1943-44 гг., после захвата плацдарма на крымском берегу, был построен мост через Сиваш длиной 3 км, по которому в Крым был переправлен танковый корпус, что обеспечило освобождение Крыма за две недели.
Участвовала в Яссо-Кишинёвской операции (1944), освобождении Румынии, Болгарии и Югославии (1944), взятии Будапешта (1945), взятии Вены (1945).

## Состав
В состав бригады входило пять штурмовых инженерно-сапёрных батальонов, шестой — огнемётный батальон — был вооружён ранцевыми огнемётами; кроме того, имелась отдельная рота с собаками-ищейками, которые использовались для поиска мин.
- 56-й штурмовой инженерно-сапёрный батальон
- 57-й отдельный штурмовой инженерно-сапёрный ордена Суворова батальон
- 58-й штурмовой инженерно-сапёрный батальон
- 59-й штурмовой инженерно-сапёрный ордена Кутузова батальон
- 60-й штурмовой инженерно-сапёрный батальон
- 31-й отдельный ордена Богдана Хмельницкого батальон ранцевых огнемётов

## Подчинение
| Дата            | Фронт (округ)                   | Армия      | Корпус | Дивизия | Примечания |
| --------------- | ------------------------------- | ---------- | ------ | ------- | ---------- |
| 24.09.1943 года | Южный фронт (2-го формирования) | 44-я армия | -      | -       | -          |
| 01.01.1944 года | 4-й Украинский фронт            | 51-я армия | -      | -       |            |

## Командиры
- Миляев, полковник
- П. Г. Павлов, (фамилия вне Советского Союза — Панчевский) полковник, c 1945 — генерал-майор

## Награды
| Награда (наименование)                 | Дата награждения                                                       | За что получена |
| -------------------------------------- | ---------------------------------------------------------------------- | --- |
| Почётное наименование «Мелитопольская» | Приказ Верховного Главнокомандующего СССР № 34 от 23 октября 1943 года | За образцовое выполнение боевых заданий командования в боях с немецкими захватчиками при овладении городом Мелитополь и проявленные при этом доблесть и мужество.                                                        |
| Орден Красного Знамени                 | Указ Президиума Верховного Совета СССР от 24 апреля 1944 года          | За образцовое выполнение боевых заданий командования при прорыве сильно укреплённой обороны противника на Перекопском перешейке и в озёрных дефиле на южном побережье Сиваша и проявленные при этом доблесть и мужество. |
| Орден Суворова II степени              | Указ Президиума Верховного Совета СССР от 24 мая 1944 года             | За образцовое выполнение заданий командования в боях за освобождение города Севастополя и проявленные при этом геройство, доблесть и мужество.                                                                           |
| Орден Кутузова II степени              | Указ Президиума Верховного Совета СССР от 7 сентября 1944 года         | За образцовое выполнение заданий командования в боях с немецкими захватчиками при прорыве обороны противника южнее Бендеры, за овладение городом Кишинёв и проявленные при этом доблесть и мужество.                     |
| Орден Красной Звезды                   | Указ Президиума Верховного Совета СССР от 26 апреля 1945 года          | За образцовое выполнение заданий командования в боях с немецкими захватчиками при овладении городами Секешфехервар, Мор, Зирез, Веспрем, Эньинг и проявленные при этом доблесть и мужество.                              |

Единственное соединение инженерных войск, которое в Великую Отечественную войну 1941-45 гг. было награждено четырьмя орденами.

## Награды состава
Герои Советского Союза:
- Забелин, Григорий Алексеевич, старший сержант, командир отделения 59-го отдельного штурмового инженерно-сапёрного батальона. Отличился в боях за город Будапешт. Звание Героя Советского Союза присвоено 28 апреля 1945 года.
- Завражнов, Николай Николаевич, гвардии капитан, командир роты 59-го отдельного штурмового инженерно-сапёрного батальона. Отличился в боях за город Будапешт. Звание Героя Советского Союза присвоено 28 апреля 1945 года.
- Карпов, Николай Филиппович, лейтенант, командир взвода 59-го отдельного штурмового инженерно-сапёрного батальона. Особо отличился при обеспечении бесперебойной работы сивашских мостовых переправ в начале 1944 года. Звание Героя Советского Союза присвоено 24 марта 1945 года.
- Серпер, Иосиф Лазаревич, капитан, командир 60-го отдельного штурмового инженерно-сапёрного батальона. Особо отличился 19 октября 1943 года в боях в районе города Мелитополь Запорожской области Украины. 1 ноября 1943 года присвоено звание Героя Советского Союза с вручением ордена Ленина и медали «Золотая Звезда» (№ 1293).
- Скорятин, Фёдор Николаевич, старший сержант, командир взвода 57-го отдельного штурмового инженерно-сапёрного батальона. Погиб при проделывании проходов в заграждениях противника на Сапун-горе в мае 1944 года. За исключительное мужество и отвагу (закрыл собой амбразуру ДОТа) было присвоено звание Героя Советского Союза (посмертно).
- Назаренко, Яков Исаевич, гвардии старшина, командир отделения отдельной моторизованной инженерно-разведывательной роты. Присвоено звание Герой Советского Союза (с вручением ордена «Ленина» и медали «Золотая звезда») за боевые действия в Будапештской наступательной операции 11.02.1945 г. — 12.02.1945 г., где он был ранен.
- Сосин, Николай Фёдорович, сержант, командир отделения 60-го отдельного штурмового инженерно-сапёрного батальона
- Сытник, Владимир Михайлович, красноармеец, сапёр 58-го отдельного штурмового инженерно-сапёрного батальона

Полные кавалеры ордена Славы:
- Агалаков Митрофан Захарович, старший сержант, командир отделения 58-го отдельного штурмового инженерно-сапёрного батальона.
- Гетман Николай Афанасьевич, старший сержант, командир отделения 60-го отдельного шштурмового инженерно-сапёрного батальона
- Глобус, Лев Давидович, сержант, командир отделения 56-го отдельного штурмового инженерно-сапёрного батальона.